# Powiat Völkermarkt
Powiat Völkermarkt (niem. Bezirk Völkermarkt) – powiat w Austrii, w kraju związkowym Karyntia. Siedziba powiatu znajduje się w mieście Völkermarkt.

## Geografia
Północna część powiatu leży w Alpach Centralnych, w Lavanttaler Alpen, część południowa znajduje się w Południowych Alpach Wapiennych, w Karawankach.
Powiat przecina Drawa, która tworzy dwa jeziora Stausee i Völkermarkter Stausee.
Powiat Völkermarkt graniczy z następującymi powiatami: na północnym zachodzie Sankt Veit an der Glan, na północnym wschodzie Voitsberg, na zachodzie Klagenfurt-Land. Południowa granica powiatu jest także granicą Austrii ze Słowenią.

## Transport
Przez powiat przebiega autostrada A2 oraz drogi krajowe: B70 (Packer Straße), B80 (Lavamünder Straße), B81 (Bleiburger Straße), B82 (Seeberg Straße) i B85 (Rosental Straße). Dwiema liniami kolejowymi przechodzącymi przez powiat są linie Klagenfurt am Wörthersee-Maribor i Bleiburg-St. Paul im Lavanttal-Zeltweg.
Na granicy ze Słowenią znajdują się dwa drogowe przejścia graniczne: Seebergsattel-Jezersko i Bleiburg-Prevalje oraz kolejowe Bleiburg-Prevalje.

## Podział administracyjny
Powiat podzielony jest na 13 gmin, w tym dwie gminy miejskie (Stadt), cztery gminy targowe (Marktgemeinde) oraz siedem gmin wiejskich (Gemeinde).
| Miasta 1. Bleiburg (słoweń. Pliberk) (4103) 2. Völkermarkt (słoweń. Velikovec) (10 977) Gminy targowe 1. Eberndorf (słoweń. Dobrla vas) (5914) 2. Eisenkappel-Vellach (słoweń. Železna kapla-Bela) (2194) 3. Feistritz ob Bleiburg (słoweń. Bistrica nad Pliberkom) (2191) 4. Griffen (słoweń. Grebinj) (3411) | Gminy 1. Diex (słoweń. Djekše) (791) 2. Gallizien (słoweń. Galicija) (1783) 3. Globasnitz (słoweń. Globasnica) (1594) 4. Neuhaus (słoweń.) Suha (1016) 5. Ruden (słoweń. Ruda) (1516) 6. St. Kanzian am Klopeiner See (słoweń. Škocijan) (4578) 7. Sittersdorf (słoweń. Žitara vas) (1984) |
| (stan liczby mieszkańców 1 stycznia 2023) | |